# Molar Band
Molar Band es una ciudad censal situada en el distrito de Delhi sur,  en el territorio de la capital nacional,  Delhi (India). Su población es de 91402 habitantes (2011). 

## Demografía
Según el censo de 2011 la población de Molar Band era de 91402 habitantes, de los cuales 49371 eran hombres y 42031 eran mujeres. Molar Band tiene una tasa media de alfabetización del 87,95%, superior a la media estatal del 86,21%: la alfabetización masculina es del 94,35%, y la alfabetización femenina del 80,42%.